# Fernando Pereira (militar)
Fernando Pereira (nascido em 1963) é um militar e político de São Tomé e Príncipe.

## Biografia
Major do exército do seu país.
Ele liderou um golpe de estado contra o governo eleito de Fradique de Menezes em 16 de julho de 2003, enquanto o mesmo estava fora do país. No entanto, Pereira abandonou o poder em 23 de julho, como parte de um acordo.